# Mistrovství světa ve fotbale žen 1991
Mistrovství světa ve fotbale žen 1991 bylo první mistrovství pořádané fotbalovou asociací FIFA. Vítězem se stala ženská fotbalová reprezentace Spojených států. Turnaj se hrál na šesti stadiónech ve čtyřech městech Kanton, Fo-šan, Ťiang-men, Čung-šan.

## Kvalifikace
Hlavní článek: Kvalifikace na Mistrovství světa ve fotbale žen 1991
| - Afrika (CAF) - Nigérie - Asie (AFC) - Japonsko - Tchaj-wan - Severní, Střední Amerika a Karibik (CONCACAF) - USA - Jižní Amerika (CONMEBOL) - Brazílie |  | - Evropa (UEFA) - Dánsko - Německo - Itálie - Norsko - Švédsko - Oceánie (OFC) - Nový Zéland - Hostitel - Čína |

## Základní skupiny
První dva týmy z každé skupiny a navíc dva nejlepší týmy na třetích místech postoupily do čtvrtfinále play off.

### Skupina A
| Tým         | B | Z | V | R | P | VG | IG | +/- |
| ----------- | - | - | - | - | - | -- | -- | --- |
| Čína        | 5 | 3 | 2 | 1 | 0 | 10 | 3  | 7   |
| Norsko      | 4 | 3 | 2 | 0 | 1 | 6  | 5  | 1   |
| Dánsko      | 3 | 3 | 1 | 1 | 1 | 6  | 4  | 2   |
| Nový Zéland | 0 | 3 | 0 | 0 | 3 | 1  | 11 | -10 |

| 16. listopadu 1991 20:45 |          |        |                                                                          |
| Čína                     | 4:0      | Norsko | Tianhe Stadium, Kanton diváci: 65 000 rozhodčí: Salvador Marcone (Chile) |
|                          | (Report) |        | Tianhe Stadium, Kanton diváci: 65 000 rozhodčí: Salvador Marcone (Chile) |

| 17. listopadu 1991 19:45 |          |             |                                                                    |
| Dánsko                   | 3:0      | Nový Zéland | Tianhe Stadium, Kanton diváci: 14 000 rozhodčí: Omer Yengo (Congo) |
|                          | (Report) |             | Tianhe Stadium, Kanton diváci: 14 000 rozhodčí: Omer Yengo (Congo) |

| 19. listopadu 1991 15:30 |          |             |                                                                                        |
| Norsko                   | 4:0      | Nový Zéland | Guangdong Provincial Stadium, Kanton diváci: 12 000 rozhodčí: Salvador Marcone (Chile) |
|                          | (Report) |             | Guangdong Provincial Stadium, Kanton diváci: 12 000 rozhodčí: Salvador Marcone (Chile) |

| 19. listopadu 1991 19:45 |          |        |                                                                                           |
| Čína                     | 2:2      | Dánsko | Guangdong Provincial Stadium, Kanton diváci: 27 000 rozhodčí: Vassilios Nikkakis (Greece) |
|                          | (Report) |        | Guangdong Provincial Stadium, Kanton diváci: 27 000 rozhodčí: Vassilios Nikkakis (Greece) |

| 21. listopadu 1991 19:45 |          |             |                                                                               |
| Čína                     | 4:1      | Nový Zéland | New Plaza Stadium, Fo-šan diváci: 14 000 rozhodčí: Gyanu Raja Shresta (Nepal) |
|                          | (Report) |             | New Plaza Stadium, Fo-šan diváci: 14 000 rozhodčí: Gyanu Raja Shresta (Nepal) |

| 21. listopadu 1991 19:45 |          |        |                                                                     |
| Norsko                   | 2:1      | Dánsko | Ying Dong Stadium, Panyu diváci: 15 500 rozhodčí: Vadim Zhuk (USSR) |
|                          | (Report) |        | Ying Dong Stadium, Panyu diváci: 15 500 rozhodčí: Vadim Zhuk (USSR) |

### Skupina B
| Tým      | B | Z | V | R | P | VG | IG | +/- |
| -------- | - | - | - | - | - | -- | -- | --- |
| USA      | 6 | 3 | 3 | 0 | 0 | 11 | 2  | 9   |
| Švédsko  | 4 | 3 | 2 | 0 | 1 | 12 | 3  | 9   |
| Brazílie | 2 | 3 | 1 | 0 | 2 | 1  | 7  | -6  |
| Japonsko | 0 | 3 | 0 | 0 | 3 | 0  | 12 | -12 |

| 17. listopadu 1991 19:45 |          |          |                                                                   |
| Japonsko                 | 0:1      | Brazílie | New Plaza Stadium, Fo-šan diváci: 14 000 rozhodčí: Lu Jun (China) |
|                          | (Report) |          | New Plaza Stadium, Fo-šan diváci: 14 000 rozhodčí: Lu Jun (China) |

| 17. listopadu 1991 19:45 |          |     |                                                                               |
| Švédsko                  | 2:3      | USA | Ying Dong Stadium, Panyu diváci: 14 000 rozhodčí: John Toro Rendon (Colombia) |
|                          | (Report) |     | Ying Dong Stadium, Panyu diváci: 14 000 rozhodčí: John Toro Rendon (Colombia) |

| 19. listopadu 1991 19:45 |          |         |                                                                               |
| Japonsko                 | 0:8      | Švédsko | New Plaza Stadium, Fo-šan diváci: 14 000 rozhodčí: Gyanu Raja Shresta (Nepal) |
|                          | (Report) |         | New Plaza Stadium, Fo-šan diváci: 14 000 rozhodčí: Gyanu Raja Shresta (Nepal) |

| 19. listopadu 1991 19:45 |          |     |                                                                     |
| Brazílie                 | 0:5      | USA | Ying Dong Stadium, Panyu diváci: 15 500 rozhodčí: Vadim Zhuk (USSR) |
|                          | (Report) |     | Ying Dong Stadium, Panyu diváci: 15 500 rozhodčí: Vadim Zhuk (USSR) |

| 21. listopadu 1991 15:30 |          |     |                                                                                |
| Japonsko                 | 0:3      | USA | New Plaza Stadium, Fo-šan diváci: 14 000 rozhodčí: John Toro Rendon (Colombia) |
|                          | (Report) |     | New Plaza Stadium, Fo-šan diváci: 14 000 rozhodčí: John Toro Rendon (Colombia) |

| 21. listopadu 1991 15:30 |          |         |                                                                  |
| Brazílie                 | 0:2      | Švédsko | Ying Dong Stadium, Panyu diváci: 12 000 rozhodčí: Lu Jun (China) |
|                          | (Report) |         | Ying Dong Stadium, Panyu diváci: 12 000 rozhodčí: Lu Jun (China) |

### Skupina C
| Tým       | B | Z | V | R | P | VG | IG | +/- |
| --------- | - | - | - | - | - | -- | -- | --- |
| Německo   | 6 | 3 | 3 | 0 | 0 | 9  | 0  | 9   |
| Itálie    | 4 | 3 | 2 | 0 | 1 | 6  | 2  | 4   |
| Tchaj-wan | 2 | 3 | 1 | 0 | 2 | 2  | 8  | -6  |
| Nigérie   | 0 | 3 | 0 | 0 | 3 | 0  | 7  | -7  |

| 17. listopadu 1991 15:30 |          |         |                                                                                   |
| Německo                  | 4:0      | Nigérie | Ťiang-men Stadium, Ťiang-men diváci: 14 000 rozhodčí: Rafael Medina (El Salvador) |
|                          | (Report) |         | Ťiang-men Stadium, Ťiang-men diváci: 14 000 rozhodčí: Rafael Medina (El Salvador) |

| 17. listopadu 1991 15:30 |          |        |                                                                                |
| Tchaj-wan                | 0:5      | Itálie | Ťiang-men Stadium, Ťiang-men diváci: 11 000 rozhodčí: Fethi Boucetta (Tunisia) |
|                          | (Report) |        | Ťiang-men Stadium, Ťiang-men diváci: 11 000 rozhodčí: Fethi Boucetta (Tunisia) |

| 19. listopadu 1991 15:30 |          |         |                                                                                |
| Itálie                   | 1:0      | Nigérie | Čung-šan Stadium, Čung-šan diváci: 12 000 rozhodčí: James McCluskey (Scotland) |
|                          | (Report) |         | Čung-šan Stadium, Čung-šan diváci: 12 000 rozhodčí: James McCluskey (Scotland) |

| 19. listopadu 1991 19:45 |          |         |                                                                              |
| Tchaj-wan                | 0:3      | Německo | Čung-šan Stadium, Čung-šan diváci: 10 000 rozhodčí: Fethi Boucetta (Tunisia) |
|                          | (Report) |         | Čung-šan Stadium, Čung-šan diváci: 10 000 rozhodčí: Fethi Boucetta (Tunisia) |

| 21. listopadu 1991 19:45 |          |         |                                                                                   |
| Tchaj-wan                | 2:0      | Nigérie | Ťiang-men Stadium, Ťiang-men diváci: 14 000 rozhodčí: Rafael Medina (El Salvador) |
|                          | (Report) |         | Ťiang-men Stadium, Ťiang-men diváci: 14 000 rozhodčí: Rafael Medina (El Salvador) |

| 21. listopadu 1991 19:45 |          |         |                                                                                |
| Itálie                   | 0:2      | Německo | Čung-šan Stadium, Čung-šan diváci: 12 000 rozhodčí: James McCluskey (Scotland) |
|                          | (Report) |         | Čung-šan Stadium, Čung-šan diváci: 12 000 rozhodčí: James McCluskey (Scotland) |

## Play off

### Čtvrtfinále
| 24. listopadu 1991 15:30 |              |         |                                                                                 |
| Dánsko                   | 1:2 (prodl.) | Německo | Čung-šan Stadium, Čung-šan diváci: 12 000 rozhodčí: Vassilios Nikkakis (Greece) |
|                          | (Report)     |         | Čung-šan Stadium, Čung-šan diváci: 12 000 rozhodčí: Vassilios Nikkakis (Greece) |

| 24. listopadu 1991 19:45 |          |         |                                                                             |
| Čína                     | 0:1      | Švédsko | Tianhe Stadium, Kanton diváci: 55 000 rozhodčí: John Toro Rendon (Colombia) |
|                          | (Report) |         | Tianhe Stadium, Kanton diváci: 55 000 rozhodčí: John Toro Rendon (Colombia) |

| 24. listopadu 1991 19:45 |              |        |                                                                                   |
| Norsko                   | 3:2 (prodl.) | Itálie | Ťiang-men Stadium, Ťiang-men diváci: 13 000 rozhodčí: Rafael Medina (El Salvador) |
|                          | (Report)     |        | Ťiang-men Stadium, Ťiang-men diváci: 13 000 rozhodčí: Rafael Medina (El Salvador) |

| 24. listopadu 1991 19:45 |          |           |                                                                       |
| USA                      | 7:0      | Tchaj-wan | New Plaza Stadium, Fo-šan diváci: 12 000 rozhodčí: Omer Yengo (Congo) |
|                          | (Report) |           | New Plaza Stadium, Fo-šan diváci: 12 000 rozhodčí: Omer Yengo (Congo) |

### Semifinále
| 27. listopadu 1991 15:30 |          |        |                                                                              |
| Švédsko                  | 1:4      | Norsko | Ying Dong Stadium, Panyu diváci: 16 000 rozhodčí: James McCluskey (Scotland) |
|                          | (Report) |        | Ying Dong Stadium, Panyu diváci: 16 000 rozhodčí: James McCluskey (Scotland) |

| 27. listopadu 1991 19:45 |          |     |                                                                                        |
| Německo                  | 2:5      | USA | Guangdong Provincial Stadium, Kanton diváci: 15 000 rozhodčí: Salvador Marcone (Chile) |
|                          | (Report) |     | Guangdong Provincial Stadium, Kanton diváci: 15 000 rozhodčí: Salvador Marcone (Chile) |

### O 3. místo
| 29. listopadu 1991 19:45 |          |         |                                                                                            |
| Švédsko                  | 4:0      | Německo | Guangdong Provincial Stadium, Kanton diváci: 20 000 rozhodčí: Claudia Vasconcelos (Brazil) |
|                          | (Report) |         | Guangdong Provincial Stadium, Kanton diváci: 20 000 rozhodčí: Claudia Vasconcelos (Brazil) |

### Finále
| 30. listopadu 1991 19:45 |          |     |                                                                   |
| Norsko                   | 1:2      | USA | Tianhe Stadium, Kanton diváci: 63 000 rozhodčí: Vadim Zhuk (USSR) |
|                          | (Report) |     | Tianhe Stadium, Kanton diváci: 63 000 rozhodčí: Vadim Zhuk (USSR) |